# Water Boys (film)
Wōtā Bōizu è un film del 2002 diretto da Shinobu Yaguchi.
La vicenda, ispirata ad una storia vera, ruota attorno a cinque ragazzi che iniziano ad allenarsi nella squadra di nuoto sincronizzato del loro liceo.

## Trama
Suzuki è uno studente liceale che aspira a diventare un grande nuotatore: c'è però un piccolo problema che gli impedisce di proseguire nel cammino del suo sogno, è difatti l'unico membro della squadra di nuoto della scuola. In questa situazione è davvero difficile aspirare ad una qualche forma di riconoscimento ufficiale.
Ben presto però una nuova insegnante inizia a lavorare al suo liceo; la giovane donna dimostra subito aver una gran passione per il nuoto e cerca di fare il possibile per aprire una nuova bellissima ed attrezzata piscina scolastica: ci riesce, non solo, ma la sua presenza attira immediatamente l'attenzione di decine di ragazzi, i quali chiedono subito ed ottengono di potersi unire alla squadra di nuoto.
Quando si rendono conto che lei insegna principalmente nuoto sincronizzato, generalmente una specialità femminile, il loro entusiasmo si smorza e molti abbandonano gli allenamenti. Per un congedo dovuto alla sua nuova maternità, la professoressa sarà costretta a lasciare il lavoro e, in mancanza d'un adeguato istruttore, la squadra rimane in pausa.
Non potendo più utilizzare la piscina della scuola, adibita successivamente a vivaio per i pesci, il gruppo va ad allenarsi un parco acquatico. Proprio qui a Suzuki capita di assistere ad uno spettacolo di delfini ammaestrati, e decide di presentarsi all'addestratore degli animali chiedendo se vuole accettare di diventare il loro allenatore. L'uomo inizia spudoratamente a sfruttare i poveri ragazzi come manodopera gratuita, facendoli lavorare come "uomini delle pulizie" e babysitter dei delfini.
Egli sembra proprio non aver alcuna intenzione di insegnare nulla, ma semplicemente di utilizzarli a proprio esclusivo beneficio. Alla fine sembra però convincersi, notando la passione e anche la buona predisposizione del gruppetto. Mentre si trovano in spiaggia ad allenarsi in preparazione del festival di fine anno del liceo, un turista li filma pensando di assistere alla scena d'un annegamento e relativo soccorso; la squadra di nuoto finisce così in televisione.
L'improvvisa ed inaspettata celebrità fa tornare a tutti gli ex membri della squadra la voglia di fare nuoto; i cinque si ritrovano ad essere loro stessi gli allenatori dei loro compagni. Giunge il giorno del saggio scolastico, che avviene nella piscina femminile dell'istituto: si rivelerà un grandissimo trionfo.

## Personaggi
- Suzuki (Satoshi Tsumabuki): il leader e trascinatore della squadra.
- Sato (Hiroshi Tamaki)
- Ohta (Akifumi Miura)
- Kanazawa (Kōen Kondō)
- Saotome (Takatoshi Kaneko): il ragazzo gay del gruppo da sempre timidamente innamorato di Sato.
- Isomura (Naoto Takenaka): lo stravagante ed effeminato allenatore di delfini.

## Riconoscimenti
- Japanese Professional Movie Awards 2002
  - Satoshi Tsumabuki
- Awards of the Japanese Academy 2002
  - Miglior esordiente a Satoshi Tsumabuki
  - Miglior colonna sonora a Gakuji Matsuda e Hitomi Shimizu
  - Candidatura come Miglior film
  - Candidatura come Miglior regista a Shinobu Yaguchi
  - Candidatura come Miglior attore a Satoshi Tsumabuki
  - Candidatura alla Miglior sceneggiatura a Shinobu Yaguchi
  - Candidatura per il Miglior montaggio a Ryuji Miyajima
  - Candidatura per il Miglior suono a Hiromichi Kori

## Opere derivate
La pellicola fu un successo popolare in tutto il paese, tanto da creare appositamente, seguendo la scia della stessa trama (pur con modifiche in molti particolari), due dorama (Wōtā Bōizu e Wōtā Bōizu Tsū) e un film speciale conclusivo (Wōtā bōizu 2005 natsu) nel 2005.